# Si Raja Hutagalung
Si Raja Hutagalung is een bestuurslaag in het regentschap Tapanuli Utara van de provincie Noord-Sumatra, Indonesië. Si Raja Hutagalung telt 1992 inwoners (volkstelling 2010).